# Râul Caraș (sit SCI)
Râul Caraș este un sit de importanță comunitară (SCI) desemnat în scopul protejării biodiversității și menținerii într-o stare de conservare favorabilă a florei spontane și faunei sălbatice, precum și a habitatelor naturale de interes comunitar aflate în arealul zonei protejate. Acesta este situat în sud-vestul Banatului, pe teritoriul județului Caraș-Severin.

## Localizare
Aria naturală se întinde în partea vestică a județului Caraș-Severin, pe teritoriile administrative ale comunelor: Grădinari, Ticvaniu Mare, Vrani și Vărădia și este străbătută de drumul național DN57, care leagă orașul Oravița de localitatea Moravița, Timiș. 

## Înființare
Zona a fost declarată sit de importanță comunitară prin Ordinul nr. 2.387 din 29 septembrie 2011 (pentru modificarea Ordinului ministrului mediului și dezvoltării durabile nr. 1.964/2007 privind instituirea regimului de arie naturală protejată a siturilor de importanță comunitară, ca parte integrantă a rețelei ecologice europene Natura 2000 în România). Acesta se întinde pe o suprafață de 536,7 de hectare, integral pe uscat.

## Biodiversitate
Situl reprezintă o zonă naturală (păduri de foioase, pășuni, mlaștini, turbării, terenuri arabile cultivate, pajiști, vii și livezi) încadrată în bioregiunea continentală a extremității sud-vestice a Banatului. 

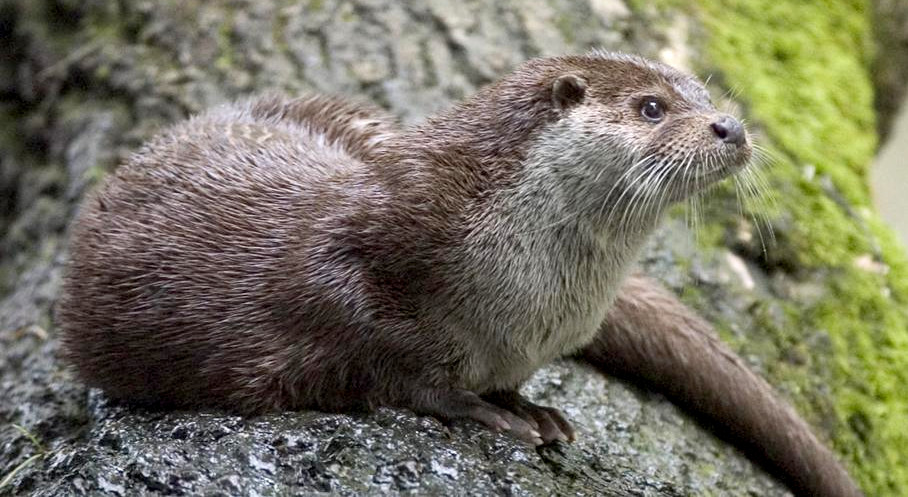
Vidră de râu (Lutra lutra)

Arealul „Râul Caraș” a fost desemnat ca sit Natura 2000, în scopul protejării biodiversității și menținerii într-o stare de conservare favorabilă a câtorva specii din fauna sălbatică a județului Caraș-Severin. 
La baza desemnării acestuia se află nouă specii faunistice  enumerate în anexa I-a a Directivei Consiliului European 92/43/CE din 21 mai 1992 (privind conservarea habitatelor naturale și a speciilor de faună și floră sălbatică); opt dintre acestea aflate pe lista roșie a IUCN; astfel: trei mamifere: vidra de râu (Lutra lutra), liliacul comun (Myotis myotis) și  liliacul de iaz (Myotis dasycneme); țestoasa de baltă (o reptilă din specia Emys orbicularis); trei amfibieni: tritonul cu creastă (Triturus cristatus)) și buhaiul de baltă cu burta roșie (Bombina bombina)  și ivorașul-cu-burta-galbenă (Bombina variegata); precum și doi pești din speciile: mreană vânătă (Barbus meridionalis) și boarță (Rhodeus sericeus amarus).

## Căi de acces
- Drumul național DN57, pe ruta: Moldova Nouă - Pojejena - Răcășdia - Oravița - Greoni - Grădinari.

## Monumente și atracții turistice
În vecinătatea sitului se află câteva obiective de interes istoric, cultural și turistic (lăcașuri de cult, monumente de arhitectură, situri arheologice); astfel: 

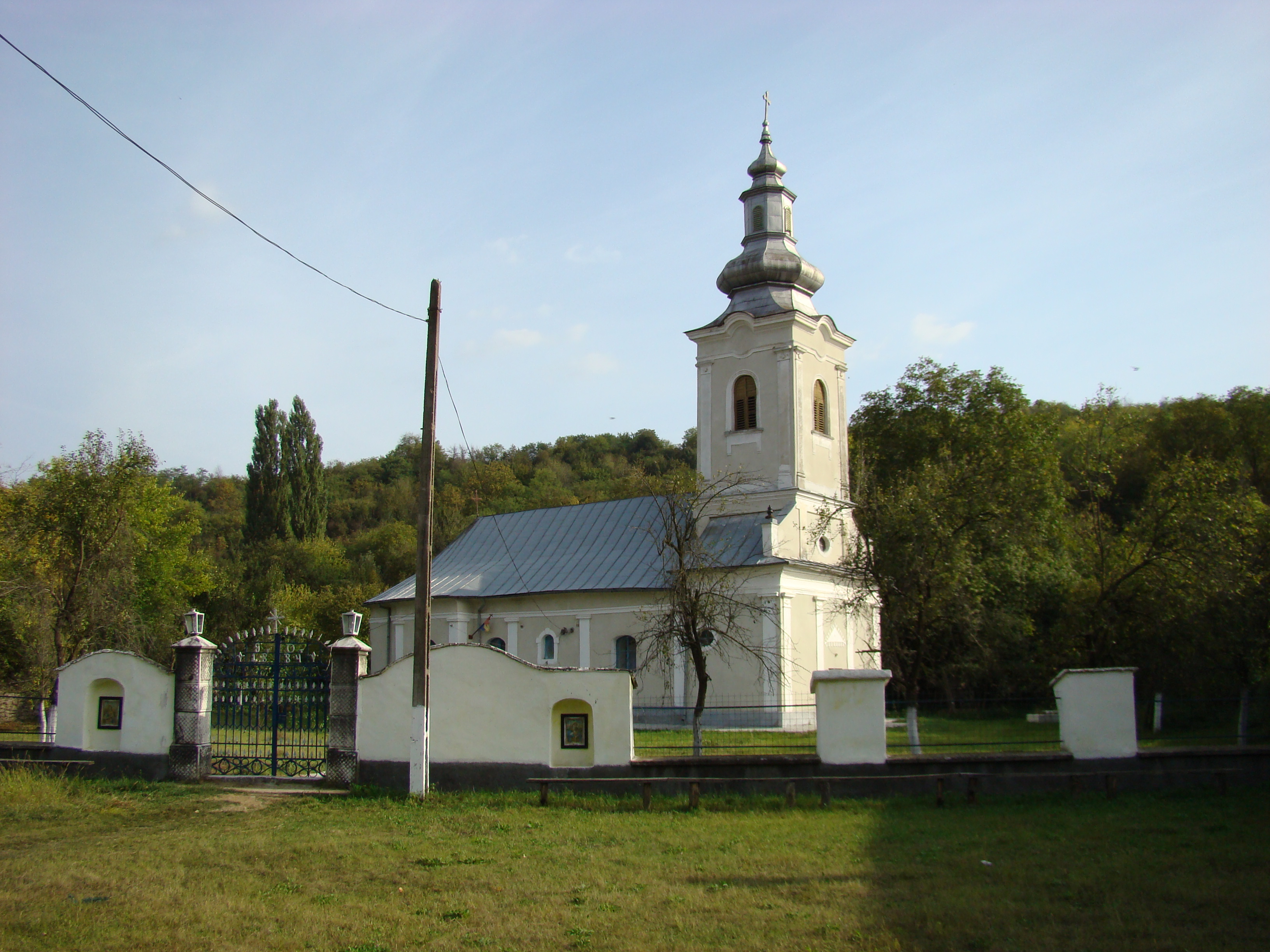
Biserica "Sf. Arhangheli" din Secășeni

- Biserica "Sf. Arhangheli" din Secășeni, construcție secolul al XVIII-lea, monument istoric.
- Biserica "Pogorârea Sf. Duh" din Vărădia, construcție 1750 - 1754, monument istoric.
- Ansamblul fostei mănăstiri Vărădia, construcție secolul al XVIII-lea, monument istoric.
- Biserica "Adormirea Maicii Domnului" din Cârnacea, construcție 1834, monument istoric.
- Biserica greco-catolică "Învierea Domnului" din Ticvaniu Mare, construcție 1772, monument istoric.
- Podul turcesc, Podul Maria Thereza din satul Grădinari, monument istoric.
- Situl arheologic de la Vărădia (așezare și castru roman: sec. II - III p. Chr., Epoca romană).
- Situl arheologic de la Ticvaniu Mare (fortificație și necropolă din perioada Hallstatt).